# Júlia Várady
Júlia Várady (geboren als Júlia Tőzsér, Nagyvárad, Hongarije (thans Oradea, Roemenië), 1 september 1941) is een Duitse sopraan van Hongaarse afkomst.

## Leven
Toen ze zes was begon Várady met vioollessen aan het conservatorium van Cluj-Napoca, en toen ze veertien was met zangles onder Emilia Popp. Later studeerde ze zang met Arta Florescu in Boekarest. In 1962 maakte ze haar debuut als mezzosopraan in von Glucks Orfeo ed Euridice en in Mozarts Così fan tutte.
In 1970 voegde Várady zich bij de opera van Frankfurt am Main en daarna zong ze door vrijwel heel Europa. In 1973 verhuisde ze van Frankfurt naar de Bayerische Staatsoper in München en later trad ze toe bij de Deutsche Oper in Berlijn. Verder zong ze in onder andere Covent Garden, de Weense Staatsopera, de Metropolitan Opera in New York, La Scala in Milaan, het Teatro Colón in Buenos Aires, de Opéra Bastille in Parijs en op de festivals van Salzburg, München en Edinburgh.
In 1978 vertolkte Várady de rol van Cordelia in Aribert Reimanns opera Lear, samen met de Duitse baritonzanger Dietrich Fischer-Dieskau, met wie ze een jaar eerder in het huwelijk was getreden.
In 1998 trok Várady zich terug uit de opera. Van 2000-2019 was ze werkzaam als gastdocent aan de Hochschule für Musik Hanns Eisler in Berlijn. Sinds 2012 bekleedt zij dezelfde functie aan de  Hochschule für Musik Karlsruhe.

## Films
- Julia Varady – Die Seele singt van Klaas Rusticus, ZDF 1992
- Julia Varady – Gesang als Passion van Bruno Monsaingeon, Ideale Audience, arte, BR (EMI), 1998
- Julia Varady – Le Passage du Flambeau (Meisterklasse) van Bruno Monsaingeon, Ideale Audience, arte, BR, 2007

- Bibsys: 2039671
- Biblioteca Nacional de España: XX865836
- Bibliothèque nationale de France: cb139007540 (data)
- CiNii: DA08797336
- Gemeinsame Normdatei: 128568925
- International Standard Name Identifier: 0000 0000 8162 4480
- Library of Congress Control Number: n81016957
- Nationale Bibliotheek van Letland: 000104498
- MusicBrainz: 2a5b8723-8006-4ff4-8be7-ee6924df9d27
- Nationale Bibliotheek van Tsjechië: mzk2009511911
- Nationale bibliotheek van Australië: 35307299
- Nationale Bibliotheek van Israël: 987007599044705171
- Nationale Bibliotheek van Polen: a0000002655634
- Nationale en Universitaire bibliotheek Zagreb: 000261180
- Nederlandse Thesaurus van Auteursnamen: 072945893
- Réseau des bibliothèques de Suisse occidentale: 02-A003932453
- SNAC: w6765n18
- Système universitaire de documentation: 084289511
- Trove: 905780
- Virtual International Authority File: 88565233
- WorldCat: E39PBJgHb7VMCYdggPf7PQXyBP